# مساجد تاریخی تبریز
- مسجد علیشاه
- مسجد جامع تبریز
- مسجد کبود
- مسجد آیت الله انگجی
- مسجد آیت الله اشراقی
- مسجد آیت الله خسروشاهی
- مسجد کوی ولیعصر
- مسجد حاج احمد
- مسجد سالار
- مسجد طوبی
- مسجد قزله
- مسجد کدخداباشی
- مسجد آیت الله شهیدی
- مسجد شعبان
- مسجد معجزلر
- مسجد سید حمزه
- مسجد قرباغیها
- مسجد میرچوپان

مسجد پلسنگی